# Аксёнов, Даниил Сергеевич
Даниил Сергеевич Аксёнов (род. 11 июля 1995, Хабаровск, Россия) — российский профессиональный баскетболист, играющий на позиции разыгрывающего защитника.

## Карьера
Аксёнов начал заниматься баскетболом в 10 лет в хабаровской ДЮСШ №4. На тот момент он уже занимался плаванием и футболом, но выбрал баскетбол из-за желания попробовать новый вид спорта.
В июле 2014 года Даниил присоединился к основной команде «Спартака-Приморье». В январе 2015 года Аксёнов перешёл в «Магнитку-Университет» на правах аренды.
Сезон 2016/2017 Аксёнов начинал в «Чебоксарских Ястребах», но в январе 2017 года перешёл в «Рязань».
Летом 2018 года Аксёнов перешёл в «Восток-65». В 40 матчах Даниил отметился показателями в 7,2 очков, 2 подбора и 1,4 передачи в среднем за игру.
В июле 2019 года Аксёнов стал игроком «Новосибирска». В 18 матчах Суперлиги-1 Даниил в среднем набирал 14,8 очка и 3,6 подбора и 2 передачи.
В конце января 2020 года Аксёнов покинул новосибирский клуб и вернулся в «Восток-65», но из-за запрета регистрации новых игроков, наложенного ФИБА на сахалинский клуб, Даниил продолжил карьеру в «Самаре». Дебютная игра Аксёнова в составе команды пришлась на ответный матч финала Кубка России против «Темп-СУМЗ-УГМК», в котором самарская команда одержала победу (86:69) и завоевала трофей. 
В сезоне 2020/2021 Аксёнов стал чемпионом Суперлиги-1 и бронзовым призёром Кубка России.
В июле 2021 года Аксёнов перешёл в «Темп-СУМЗ-УГМК». В составе команды Даниил стал бронзовым призёром Суперлиги-1 и серебряным призёром Кубка России.
В августе 2022 года Аксёнов подписал контракт с «Астаной». В 21 матче Единой лиги ВТБ Даниил набирал в среднем 12,3 очка, 3,5 передачи и 2,9 подбора.
В январе 2023 года Аксёнов перешёл в МБА. В составе команды Даниил стал бронзовым призёром Кубка России.
В декабре 2023 года Аксёнов подписал контракт с «Динамо» (Владивосток).
В сезоне 2023/2024 Аксёнов стал чемпионом и лучшим снайпером Суперлиги, а также был включён в символическую пятёрку регулярного сезона и признан «Самым ценным игроком «Финала четырёх» турнира.
В августе 2024 года Аксёнов перешёл в «Зенит-2».
В июне 2025 года Аксёнов вернулся в «Динамо» (Владивосток).

## Сборная России
В августе 2017 года, в составе студенческой сборной России, Аксёнов принял участие в турнире Asia-Pacific University Basketball Challenge проходившем в Южной Корее. По итогам турнира Даниил попал в окончательный состав сборной России для участия в Универсиаде-2017.
В мае 2018 года Аксёнов был включён в состав сборной команды «Россия-2» для участия в Международном студенческом баскетбольном кубке. По итогам турнира Даниил был выбран в символическую пятёрку как «Лучший разыгрывающий защитник».
В мае 2019 года Аксёнов получил приглашение в состав студенческой сборной «Россия-1» для участия в Международном студенческом баскетбольном кубке. Уступив в финале студенческой сборной Сербии (74:86) сборная России-1 стала серебряным призёром турнира.
В июне 2019 года Аксёнов был вызван на сбор мужской студенческой сборной России для подготовки к Универсиаде-2019, но во время подготовки к турниру Даниил получил травму и в окончательную заявку сборной не попал.

## Достижения
- Чемпион Суперлиги (2): 2020/2021, 2023/2024
- Бронзовый призёр Суперлиги: 2021/2022
- Обладатель Кубка России: 2019/2020
- Серебряный призёр Кубка России: 2021/2022
- Бронзовый призёр Кубка России (2): 2020/2021, 2022/2023
- Серебряный призёр МСБК: 2019